# Burg Molkenstein
Die Burg Molkenstein ist eine abgegangene Wasserburg im heutigen Ortsteil Molkenstein (Haus Nr. 1c) der Gemeinde Michelfeld im Landkreis Schwäbisch Hall in Baden-Württemberg.
Von der ehemaligen Wasserburganlage der 1442 genannten Herren von Molkenstein im Bereich einer Einzelhofstelle rund 1,7 Kilometer südwestlich der Ortsmitte des Dorfes Michelfeld zeugen noch Grabenreste; der linke Oberlauf des zur Bibers entwässernden Herrenbachs durchläuft hier einen rund 5 Ar großen Weiher. 1523 war der Besitz Haller Lehen Wilhelms von Wittstatt und Sigmunds von Morstein.